# Erythemis peruviana
Erythemis peruviana is een libellensoort uit de familie van de korenbouten (Libellulidae), onderorde echte libellen (Anisoptera).
De wetenschappelijke naam Erythemis peruviana is voor het eerst geldig gepubliceerd in 1842 door Rambur.